# Romuli (gmina)
Romuli – gmina w Rumunii, w okręgu Bistrița-Năsăud. Obejmuje miejscowości Dealul Ștefăniței i Romuli. W 2011 roku liczyła 1672 mieszkańców.